# Neil Patrick Harris

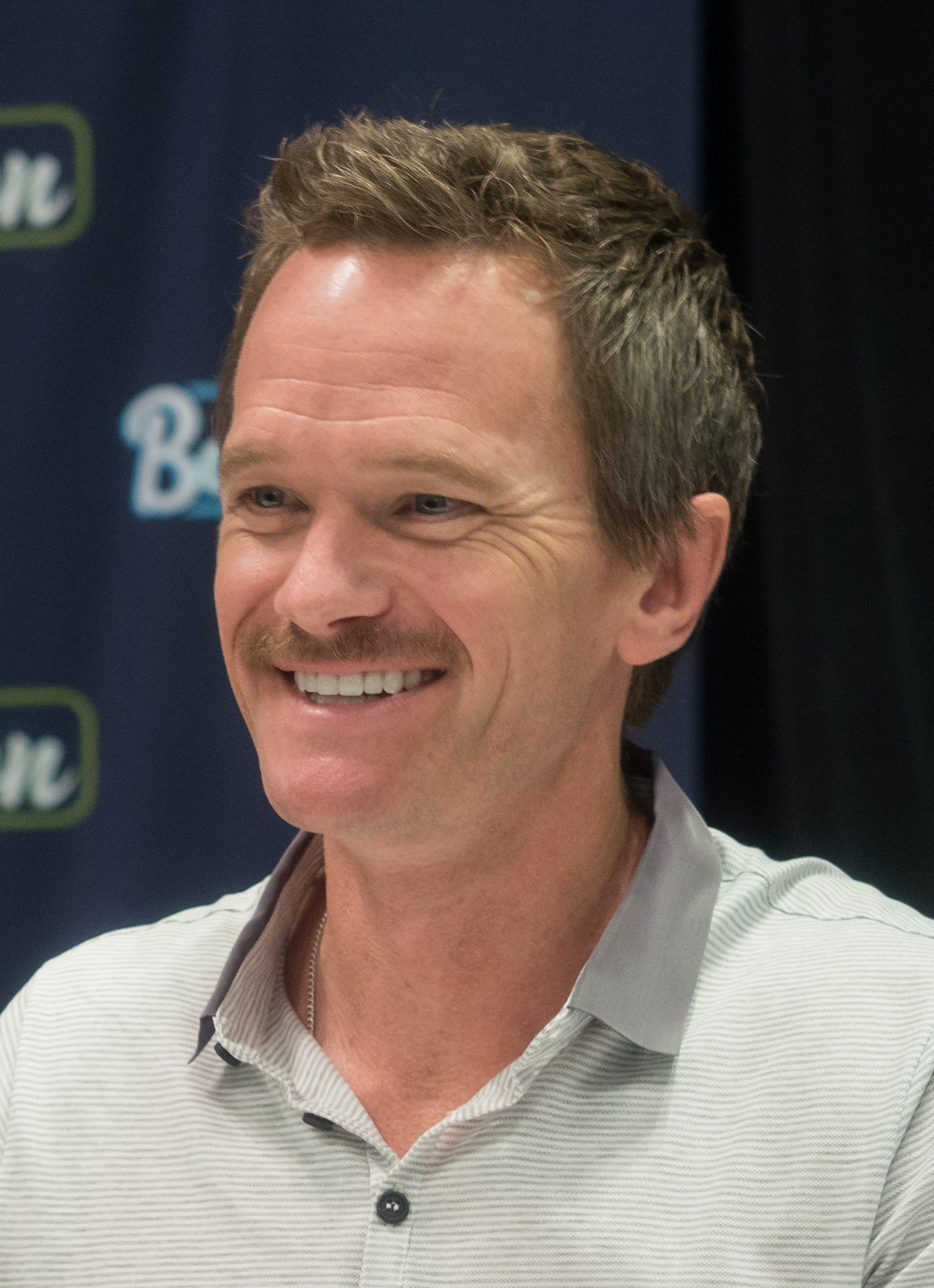
Neil Patrick Harris (2019)

Neil Patrick Harris (* 15. Juni 1973 in Albuquerque, New Mexico) ist ein US-amerikanischer Schauspieler, Musicaldarsteller, Produzent und Regisseur. Er wurde als Hauptdarsteller der Fernsehserie Doogie Howser, M.D. (1989–1993) und durch seine Rolle in How I Met Your Mother (2005–2014) bekannt. Seine Leistungen brachten ihm diverse Auszeichnungen ein.

## Karriere
Harris wuchs in der Kleinstadt Ruidoso im Lincoln County im amerikanischen Bundesstaat New Mexico auf, wo er im Schultheater spielte. 1988 kehrten seine Eltern nach Albuquerque zurück; im selben Jahr debütierte er im Filmdrama Claras Geheimnis, in dem er die Rolle des David Hart spielte, für den die Haushälterin, gespielt von Whoopi Goldberg, zu einer Ersatzmutter wird. Für diese Rolle wurde er 1989 für die Filmpreise Golden Globe Award und Young Artist Award nominiert.

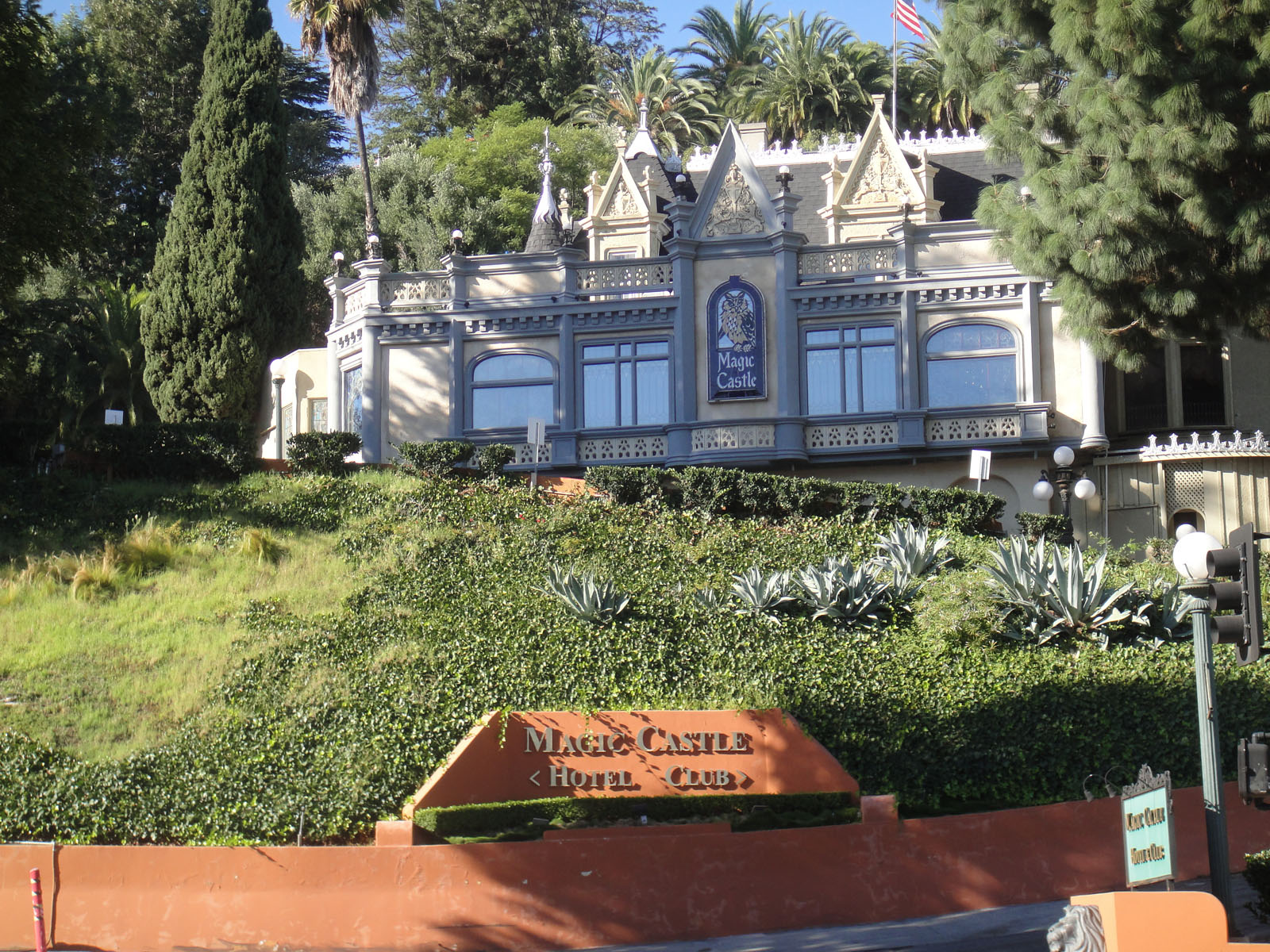
The Magic Castle, Hollywood

Als leidenschaftlicher Magier ist Harris aktives Mitglied und war zeitweise Präsident der Academy of Magical Arts. Der Sitz der Zauberkünstlervereinigung, das Magic Castle in Hollywood, beherbergt seit 1963 die größte Bibliothek für Zauberkunst der Welt und organisiert regelmäßig Wettbewerbe und Auftritte, die Harris während seiner Amtszeit moderierte. Harris betrieb die Zauberkunst zwar nie hauptberuflich, baut einzelne Zaubertricks aber regelmäßig in seine Fernsehshows, Filme und Bühnenauftritte ein.
In der Science-Fiction-Komödie Purple People Eater – Der kleine Lila Menschenfresser (1988) spielte Harris die Hauptrolle, in Nebenrollen waren Ned Beatty und Thora Birch zu sehen. Von 1989 bis 1993 spielte er die Hauptrolle in der Fernsehserie Doogie Howser, M.D. Für diese Rolle erhielt er 1990, 1991 und 1992 den Young Artist Award; 1992 wurde er für den Golden Globe nominiert. Im Science-Fiction-Film Starship Troopers (1997) spielte er den für den Militärnachrichtendienst tätigen Colonel Carl Jenkins. In der Komödie Ein Freund zum Verlieben (2000) von John Schlesinger spielte er neben Madonna, Rupert Everett und Benjamin Bratt. In der Komödie The Mesmerist (2002) übernahm er die Hauptrolle.
1997 spielte er in Los Angeles im Theatermusical Rent und wurde im gleichen Jahr für diese Rolle mit dem Drama-League Award ausgezeichnet. In Harold & Kumar aus dem Jahr 2004 hatte er eine Nebenrolle, in der er sich selbst spielte. Das brachte ihm später die Rolle des Barney Stinson in How I Met Your Mother ein, einer Comedyserie, in der er von 2005 bis 2014 eine der Hauptrollen spielte, für die er zwischen 2007 und 2010 viermal in Folge für den Emmy in der Kategorie Outstanding Supporting Actor in a Comedy Series nominiert wurde, ohne ihn gewinnen zu können. 2010 erhielt er den Emmy in der Kategorie Outstanding Guest Actor in a Comedy Series für einen Auftritt in der Serie Glee sowie 2011 den People’s Choice Award für den Favorite TV Comedy Actor.
2008 war er an der Seite vieler anderer Schauspieler wie Jack Black, John C. Reilly und Sarah Chalke in dem Kurz-Musical Prop 8: The Musical zu sehen, das sich mit der Anerkennung gleichgeschlechtlicher Partnerschaften in den Vereinigten Staaten befasst. Nach den Tony Awards moderierte Harris auch die Primetime-Emmy-Verleihung 2009. Des Weiteren moderierte er 2010 die aus Großbritannien stammende Spielshow The Cube, von der nur die Pilotfolge ausgestrahlt wurde. Im gleichen Jahr inszenierte er das Musical Rent in der Hollywood Bowl.
Er eröffnete die Oscarverleihung 2010 und führte die Oscarverleihung 2015 durch. Seit September 2015 moderiert er die Varietyshow Best Time Ever with Neil Patrick Harris bei NBC. Im September 2011 erhielt Harris einen Stern auf dem Hollywood Walk of Fame in der Kategorie Fernsehen.
2011 spielte er am Broadway eine Hauptrolle im Musical Company, in dem unter anderem auch Jon Cryer mitwirkt. 2014 spielte Harris die Hauptrolle in der Broadway-Premiere des Off-Broadway-Musicals Hedwig and the Angry Inch und erhielt dafür 2014 einen Tony Award. Im Januar 2017 übernahm er eine Hauptrolle in der Netflix-Serie Eine Reihe betrüblicher Ereignisse, für die er zusätzlich als Produzent fungierte.
Im Jahr 2018 erschien Neil Patrick Harris’ Kinderbuch Die Magischen 6 (im Original: The Magic Misfits). Darin geht es um den Jungen Carter, der ein besonderes Talent für Zaubertricks hat. Am 5. Dezember 2019 wurde in den USA der dritte Band herausgegeben. Bereits 2014 hatte er den Roman Bro!: Folge mir in mein legendäres Leben (im Original: Neil Patrick Harris: Choose Your Own Autobiography) veröffentlicht.
Sein deutscher Synchronsprecher ist Philipp Moog.

## Privatleben

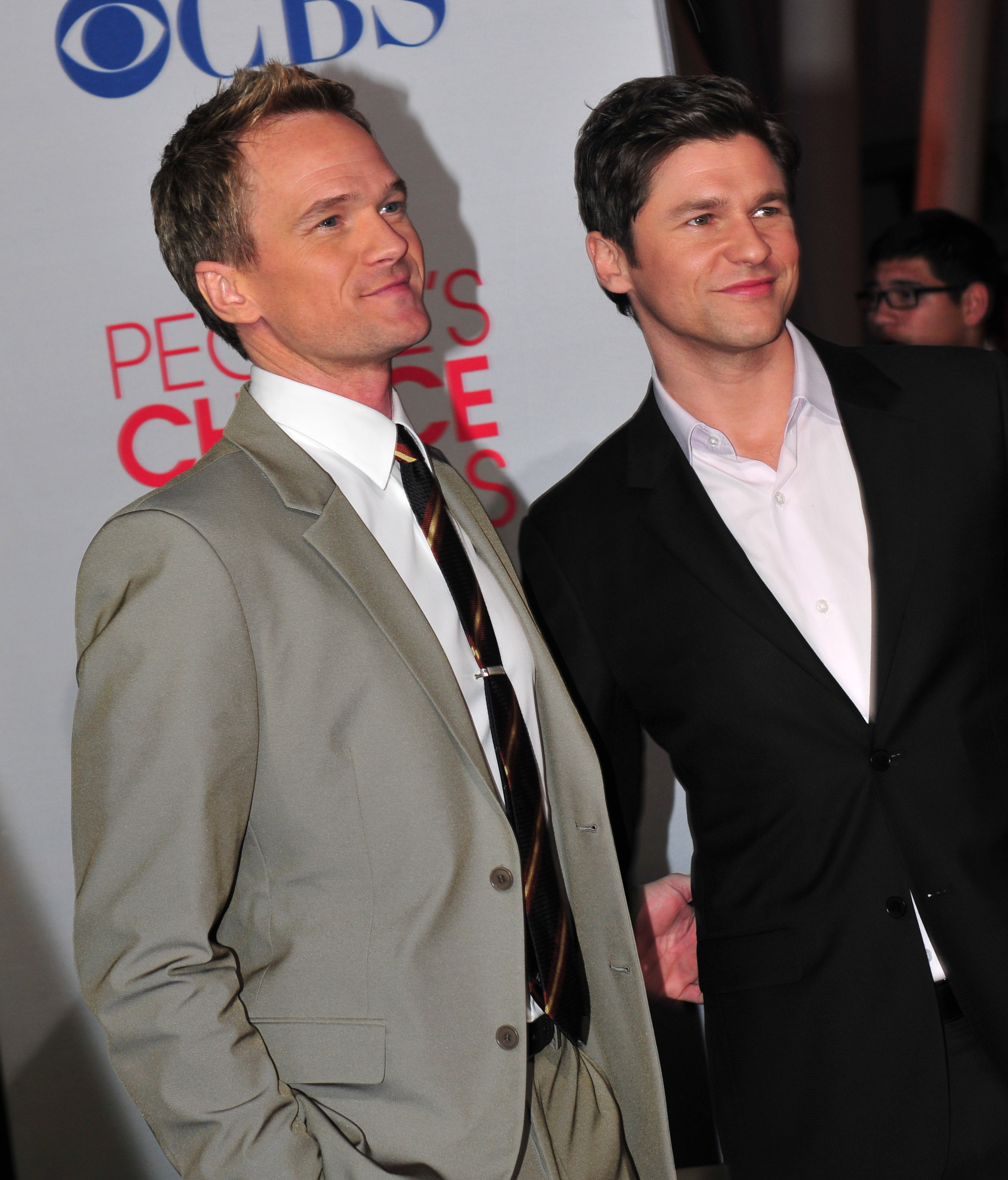
Neil Patrick Harris mit David Burtka im Januar 2012

Harris lernte seinen Ehemann David Burtka 2004 durch eine gemeinsame Freundin kennen. Burtka hatte später neben ihm einige Gastauftritte in der Serie How I Met Your Mother als Lily Aldrins anhänglicher Ex-Freund Bill („Scooter“). Sie traten auch in einigen Musicals und Filmen gemeinsam auf, heute ist Burtka aber hauptsächlich als Chef de Cuisine seines eigenen Restaurants tätig. Das Paar hat zweieiige Zwillinge, einen Jungen und ein Mädchen (* Oktober 2010), die von einer Leihmutter ausgetragen wurden. Nachdem der New Yorker Senat am 24. Juni 2011 die gleichgeschlechtliche Ehe legalisiert hatte, gaben Harris und Burtka bekannt, sich bereits fünf Jahre zuvor verlobt zu haben. Im September 2014 heirateten die beiden in Italien.

## Filmografie (Auswahl)

### Spielfilme
- 1988: Claras Geheimnis (Clara’s Heart)
- 1988: Eine tödliche Affäre (Too Good to Be True)
- 1988: Purple People Eater – Der kleine Lila Menschenfresser (Purple People Eater)
- 1989: Cold Sassy Tree
- 1991: Ein Fremder in unserer Mitte (Stranger in the Family)
- 1993: For Our Children: The Concert
- 1993: Verzweifelte Wut (A Family Torn Apart)
- 1994: Verloren im Schneesturm – Eine Familie kämpft ums Überleben (Snowbound: The Jim and Jennifer Stolpa Story)
- 1995: The Man in the Attic
- 1995: Animal Room
- 1995: Not Our Son
- 1995: My Antonia
- 1995: Legacy of Sin: The William Coit Story
- 1997: Starship Troopers
- 1998: Wunsch & Wirklichkeit (The Proposition)
- 1998: Ein ganz besonderer Weihnachtswunsch (The Christmas Wish , Fernsehfilm)[12]
- 1999: Jeanne d’Arc – Die Frau des Jahrtausends (Joan of Arc)
- 2000: Ein Freund zum Verlieben (The Next Best Thing)
- 2001: The Wedding Dress (Fernsehfilm)
- 2001: Sweeney Todd: The Demon Barber of Fleet Street in Concert (Sweeney Todd: The Demon Barber of Fleet Street in Concert)
- 2002: The Mesmerist
- 2002: Undercover Brother
- 2004: Harold & Kumar (Harold & Kumar Go to White Castle)
- 2005: Ein Geschenk für’s Leben (The Christmas Blessing, Fernsehfilm)
- 2008: Harold & Kumar 2 – Flucht aus Guantanamo (Harold & Kumar Escape from Guantanamo Bay)
- 2008: Dr. Horrible’s Sing-Along Blog
- 2010: Batman: Under the Red Hood (Sprechrolle)
- 2010: Upper East Side Society – Schulstart mit Hindernissen (The Best and the Brightest)
- 2011: Beastly
- 2011: Die Schlümpfe (The Smurfs)
- 2011: Harold & Kumar – Alle Jahre wieder (A Very Harold & Kumar 3D Christmas)
- 2011: Die Muppets (The Muppets)
- 2012: American Pie: Das Klassentreffen (American Reunion)
- 2013: Die Schlümpfe 2 (The Smurfs 2)
- 2014: A Million Ways to Die in the West
- 2014: Gone Girl – Das perfekte Opfer (Gone Girl)
- 2017: Downsizing
- 2021: Weihnachtsjagd: Das Fest der Spiele (8-Bit Christmas)
- 2021: Matrix Resurrections (The Matrix Resurrections)
- 2022: Massive Talent (The Unbearable Weight of Massive Talent)

### Fernsehserien
- 1989: Hallmark Hall of Fame (eine Folge)
- 1989: B.L. Stryker (eine Folge)
- 1989–1993: Doogie Howser, M.D. (97 Folgen)
- 1991: Blossom (eine Folge)
- 1992: Roseanne (eine Folge)
- 1993: Zurück in die Vergangenheit (Quantum Leap, eine Folge)
- 1993: Mord ist ihr Hobby (Murder, She Wrote, Folge 9x18)
- 1996: Outer Limits – Die unbekannte Dimension (The Outer Limits, Folge 9x13)
- 1997: Homicide (Homicide: Life on the Street, eine Folge)
- 1999–2000: Männer ohne Nerven (Stark Raving Mad, 22 Folgen)
- 2000: Will & Grace (eine Folge)
- 2001: Son of the Beach (eine Folge)
- 2001: Ed (Joe Baxter, eine Folge)
- 2002: Ein Hauch von Himmel (Touched by an Angel, eine Folge)
- 2003: Boomtown (eine Folge)
- 2004: Criminal Intent – Verbrechen im Visier (Law & Order: Criminal Intent, Folge 4x03)
- 2005: Numbers – Die Logik des Verbrechens (Numb3rs, eine Folge)
- 2005: Jack & Bobby (eine Folge)
- 2005–2014: How I Met Your Mother (208 Folgen)
- 2008: Sesamstraße (Sesame Street, eine Folge)
- 2009: Yes Virginia (eine Folge)
- 2010: Glee (eine Folge)
- 2015: American Horror Story (American Horror Story: Freakshow, 2 Folgen)
- 2015: Best Time Ever with Neil Patrick Harris (Moderator)
- 2017–2019: Eine Reihe betrüblicher Ereignisse (A Series of Unfortunate Events, 25 Folgen)
- 2022: Uncoupled (8 Folgen)
- 2023: How I Met Your Father
- 2023: Doctor Who (Folge Das Kichern)
- 2025: Dexter: Wiedererwachen (Dexter: Resurrection, Folge 1x04)

### Synchronarbeiten
- 1991: Die Simpsons (The Simpsons, als er selbst, eine Folge)
- 1992: Captain Planet (The New Adventures of Captain Planet, eine Folge)
- 1992: Mäuse an der Macht (Capitol Critters, 13 Folgen)
- 2001: Static Shock (eine Folge)
- 2001: Disneys Tarzan (The Legend of Tarzan, eine Folge)
- 2002: Justice League (zwei Folgen)
- 2003: Spider-Man: The New Animated Series (13 Folgen)
- 2006: Me, Eloise (Eloise: The Animated Series, eine Folge)
- 2007, 2009: Family Guy (zwei Folgen)
- 2009: Beyond All Boundaries (Beyond All Boundaries)
- 2008: Justice League: The New Frontier
- 2009: Batman: The Brave And The Bold (eine Folge)
- 2009: Wolkig mit Aussicht auf Fleischbällchen (Cloudy with a Chance of Meatballs)
- 2010: Cats & Dogs: Die Rache der Kitty Kahlohr (Cats & Dogs: The Revenge of Kitty Galore)
- 2010: Die Pinguine aus Madagascar (The Penguins of Madagascar, eine Folge)
- 2010: Spider-Man: Shattered Dimensions (Videospiel)
- 2011: Adventure Time (2 Folgen)
- 2013: Saints Row IV (Videospiel)
- 2013: Wolkig mit Aussicht auf Fleischbällchen 2 (Cloudy with a Chance of Meatballs 2)

## Theater
| Jahr | Stück                     | Rolle                             | Anmerkungen                                         |
| ---- | ------------------------- | --------------------------------- | --------------------------------------------------- |
| 1997 | Rent                      | Mark Cohen                        | landesweite Tournee                                 |
| 1998 | Romeo und Julia           | Romeo Montague                    | Old Globe Theatre                                   |
| 2001 | Sweeney Todd              | Tobias Ragg                       | Konzertfassung des San Francisco Symphony Orchestra |
| 2002 | Proof                     | Hal                               | Manhattan Theatre Club                              |
| 2003 | Cabaret                   | Emcee                             | Stephen Sondheim Theatre                            |
| 2004 | The Paris Letter          | Young Anton / Burt Sarris         | Roundabout Theatre                                  |
| 2004 | Assassins                 | Lee Harvey Oswald / The Balladeer | Roundabout Theatre                                  |
| 2005 | Tick, Tick... BOOM!       | Jon                               | Menier Chocolate Factory                            |
| 2006 | All My Sons               | Chris Keller                      | Geffen Playhouse                                    |
| 2006 | Amadeus                   | Wolfgang Amadeus Mozart           | Hollywood Bowl                                      |
| 2010 | Rent                      | —                                 | auch Regisseur Hollywood Bowl                       |
| 2011 | Company                   | Robert                            | Konzertfassung der New Yorker Philharmoniker        |
| 2011 | A Snow White Christmas    | The Magic Mirror                  | El Portal Theater                                   |
| 2014 | Nothing to Hide           | —                                 | auch Regisseur Romulus Linney Courtyard Theatre     |
| 2014 | Hedwig and the Angry Inch | Hedwig                            | Belasco Theatre                                     |

## Weitere Projekte

### Diskografie
Ensembleaufnahmen
| Jahr | Albumtitel                                                   | Anmerkungen                                    |
| ---- | ------------------------------------------------------------ | ---------------------------------------------- |
| 2001 | Evening Primrose                                             | Studio-Ensemble                                |
| 2004 | Assassins                                                    | Ensemble-Aufnahme der Neuinszenierung          |
| 2006 | Wall to Wall: Stephen Sondheim                               | Konzertensemble                                |
| 2008 | Dr. Horrible’s Sing-Along Blog                               | Ensembleaufnahme (Originalbesetzung)           |
| 2009 | Batman: The Brave and the Bold – Mayhem of the Music Meister | Ensembleaufnahme (Originalbesetzung)           |
| 2014 | Hedwig and the Angry Inch                                    | Broadway-Ensemble-Aufnahme (Originalbesetzung) |

Singles
- 2010: Nothing Suits Me Like a Suit
- 2010: Dream On (mit Glee Cast)

### Videospiele
- 2008: Saints Row 2 (Stimme des Veteranenkindes)
- 2009: Eat Lead: The Return of Matt Hazard (Stimme des Wallace „Wally“ Wellesley)
- 2010: Rock of the Dead (nicht näher benannte Stimme)
- 2010: Spider-Man: Shattered Dimensions (Stimme des Peter Parker / Spider-Man)
- 2013: Saints Row IV (Stimme des Veteranenkindes)[15]

### Online
- 2008: Dr. Horrible’s Sing-Along Blog (Dr. Horrible/Billy; 3 Folgen)
- 2008: Prop 8: The Musical (A Very Smart Fellow; Kurzfilm)
- 2012: Neil’s Puppet Dreams (Auftritt als er selbst; außerdem Co-Entwickler, Drehbuchautor und Executive Producer; 7 Folgen)

### Bibliografie
- Neil Patrick Harris: Neil Patrick Harris: Choose Your Own Autobiography. Crown Archetype, 2014, ISBN 978-0-385-34699-3.
- Neil Patrick Harris: The Magic Misfits. Little, Brown Books for Young Readers, 2017, ISBN 978-0-316-39182-5.
- Neil Patrick Harris: The Magic Misfits: The Second Story. Little, Brown Books for Young Readers, 2018, ISBN 978-0-316-39185-6.
- Neil Patrick Harris: The Magic Misfits: The Minor Third. Little, Brown Books for Young Readers, 2019, ISBN 978-0-316-42589-6.
- Neil Patrick Harris: The Magic Misfits: The Fourth Suit. Little, Brown Books for Young Readers, 2020, ISBN 978-0-316-39195-5.

### Hörbücher
- Neil Patrick Harris: Choose Your Own Autobiography. Autorenlesung. Random House Audio, 2014, ISBN 978-0-385-36794-3.
- Neil Patrick Harris: The Magic Misfits. Autorenlesung. Hachette Audio, 2017, ISBN 978-1-4789-7678-3.

## Auszeichnungen (Auswahl)
Emmy Award
- 2007: „Outstanding Supporting Actor in a Comedy Series“ für How I Met Your Mother – nominiert
- 2008: „Outstanding Supporting Actor in a Comedy Series“ für How I Met Your Mother – nominiert
- 2009: „Outstanding Supporting Actor in a Comedy Series“ für How I Met Your Mother – nominiert
- 2010: „Outstanding Supporting Actor in a Comedy Series“ für How I Met Your Mother – nominiert
- 2010: „Outstanding Guest Actor in a Comedy Series“ für Glee – gewonnen
- 2010: „Outstanding Special Class Program“ für die Präsentation der Tony-Award-Verleihung 2009 – gewonnen
- 2012: „Outstanding Special Class Program“ für die Präsentation der Tony-Award-Verleihung 2011 – gewonnen
- 2013: „Outstanding Special Class Program“ für die Präsentation der Tony-Award-Verleihung 2012 – gewonnen
- 2014: „Outstanding Special Class Program“ für die Präsentation der Tony-Award-Verleihung 2013 – gewonnen
- 2018: „Outstanding Children’s Program“ für Eine Reihe betrüblicher Ereignisse als Executive Producer – nominiert

Tony Award
- 2014: „Best Actor in a Musical“ für Hedwig and the Angry Inch – gewonnen

Golden Globe Award
- 1989: „Best Performance by an Actor in a Supporting Role in a Motion Picture“ für Claras Geheimnis – nominiert
- 1992: „Best Performance by an Actor in a TV-Series – Comedy/Musical“ für Doogie Howser, M.D. – nominiert
- 2009: „Best Performance by an Actor in a Supporting Role in a Series, Mini-Series or Motion Picture Made for Television“ für How I Met Your Mother – nominiert
- 2010: „Best Performance by an Actor in a Supporting Role in a Series, Mini-Series or Motion Picture Made for Television“ für How I Met Your Mother – nominiert

Satellite Award
- 2018: „Best Actor in a Television Series Musical or Comedy“ für Eine Reihe betrüblicher Ereignisse – nominiert

Saturn Award
- 2017: „Best New Media Television Series“ für Eine Reihe betrüblicher Ereignisse – nominiert

People’s Choice Award
- 1990: „Favorite Male Performer in a New TV Series“ für Doogie Howser, M.D. – gewonnen
- 1990: „Favorite Male TV Performer“ für Doogie Howser, M.D. – nominiert
- 2008: „Favorite Scene Stealing Star“ für How I Met Your Mother – nominiert
- 2011: „Favorite TV Comedy Actor“ für How I Met Your Mother – gewonnen
- 2012: „Favorite TV Comedy Actor“ für How I Met Your Mother – gewonnen
- 2013: „Favorite TV Comedy Actor“ für How I Met Your Mother – nominiert
- 2014: „Favorite TV Comedy Actor“ für How I Met Your Mother – nominiert

Young Artist Award
- 1989: „Best Leading Young Actor in a Feature Film“ für Claras Geheimnis – nominiert
- 1990: „Best Young Actor Starring in a Television Series“ für Doogie Howser, M.D. – gewonnen
- 1991: „Best Young Actor Starring in a Television Series“ für Doogie Howser, M.D. – gewonnen
- 1992: „Best Young Actor Starring in a Television Series“ für Doogie Howser, M.D. – gewonnen

Teen Choice Award
- 2007: „Choice TV Actor: Comedy“ für How I Met Your Mother – nominiert
- 2008: „Choice TV Actor: Comedy“ für How I Met Your Mother – nominiert

Streamy Award
- 2009: „Best Male Actor in a Comedy Web Series“ für Dr. Horrible’s Sing-Along Blog – gewonnen

Spike Video Game Award
- 2010: „Best Performance by a Human Male“ für Spider-Man: Shattered Dimensions – gewonnen

bravo A-List Award
- 2009: „A-List Male Actor“ – gewonnen

Golden Icon Award
- 2010: „Best Performance by an Actor in a Comedy Television Series“ für How I Met Your Mother – gewonnen

Viewers for Quality Television Award
- 1990: „Best Actor in a Quality Comedy Series“ für Doogie Howser, M.D. – nominiert